# Supercopa d'Espanya de futbol 2022
La Supercopa d'Espanya de futbol 2022 va ser la 38a edició de la Supercopa d'Espanya, una competició anual de futbol per a clubs del sistema de lliga espanyola de futbol que van tenir èxit en les seves principals competicions la temporada anterior.
Després que l'edició de la temporada passada se celebrés a Espanya a causa de les restriccions de viatge relacionades amb la pandèmia de la COVID-19, en l'edició de 2022 el torneig es va disputar a l'Aràbia Saudita segons l'acord amb la Reial Federació Espanyola de Futbol.
El Reial Madrid es va proclamar campió per dotzena vegada.

## Qualificació
El torneig va comptar amb els guanyadors i subcampions de la Copa del Rei 2020-21 i de la Lliga 2020-21.

### Equips classificats
Els quatre equips següents es van classificar per al torneig.
| Equip             | Mètode de qualificació                | Participació | Última aparició com a  | Altres anys  | Altres anys | Altres anys    |
| Equip             | Mètode de qualificació                | Participació | Última aparició com a  | Guanyador(s) | Subcampions | Semifinalistes |
| ----------------- | ------------------------------------- | ------------ | ---------------------- | ------------ | ----------- | -------------- |
| FC Barcelona      | Guanyadors de la Copa del Rei 2020-21 | 26a          | Subcampions 2020-21    | 13           | 11          | 1              |
| Atlètic de Madrid | Guanyadors de la Lliga 2020-21        | 8a           | Subcampions 2019-20    | 2            | 5           | –              |
| Athletic Club     | Subcampió de la Copa del Rei 2020-21  | 6a           | Guanyadors 2020-21     | 3            | 2           | –              |
| Reial Madrid      | Subcampió de la Lliga 2020-21         | 18a          | Semifinalistes 2020-21 | 11           | 5           | 1              |

## Partits
- Els horaris indicats són UTC+3.
- Els tres partits es van celebrar a l'estadi internacional King Fahd de Riad, Aràbia Saudita.[5][6][7]

### Quadre
|  | Semifinals          | Semifinals   |   |  | Final               | Final |  |
|  |                     |              |   |  |                     |       |  |
|  | 13 de gener de 2022 |              |   |  |                     |       |  |
|  | Atlètic de Madrid   | 1            |   |  |                     |       |  |
|  | Athletic Club       | 2            |   |  |                     |       |  |
|  |                     |              |   |  |                     |       |  |
|  |                     |              |   |  | 16 de gener de 2022 |       |  |
|  |                     |              |   |  | Athletic Club       | 0     |  |
|  |                     | Reial Madrid | 2 |  |                     |       |  |
|  |                     |              |   |  |                     |       |  |
|  |                     |              |   |  |                     |       |  |
|  |                     |              |   |  |                     |       |  |
|  | 12 de gener de 2022 |              |   |  |                     |       |  |
|  | FC Barcelona        | 2            |   |  |                     |       |  |
|  | Reial Madrid        | 3            |   |  |                     |       |  |

### Semifinals
| FC Barcelona                | 2–3 (pr.) | Reial Madrid                                          |
| --------------------------- | --------- | ----------------------------------------------------- |
| De Jong 41' · Ansu Fati 83' | Informe   | 25' Vinícius Júnior · 72' Benzema · 98' Fede Valverde |

| Atlètic de Madrid   | 1–2     | Athletic Club                         |
| ------------------- | ------- | ------------------------------------- |
| Unai Simón 62' (pp) | Informe | 77' Yeray Álvarez · 81' Nico Williams |

### Final
| Athletic Club | 0–2     | Reial Madrid                         |
| ------------- | ------- | ------------------------------------ |
|               | Informe | 38' Luka Modrić · 52' (pen.) Benzema |

| Campió Supercopa d'Espanya 2022 |
| ------------------------------- |
| Reial Madrid CF 12è títol       |